# Casa del 146 de la Calle 38
La Casa del 146 de la Calle 38  es una casa histórica ubicada en Nueva York, Nueva York. La Casa del 146 de la Calle 38 se encuentra inscrita  en el Registro Nacional de Lugares Históricos desde el 21 de mayo de 2008. 

## Ubicación
La Casa del 146 de la Calle 38 se encuentra dentro del condado de Nueva York en las coordenadas 40°44′55″N 73°58′37″O / 40.748567, -73.977.